# Ewa Charkiewicz
Ewa Charkiewicz (ur. 22 września 1951) – polska ekonomistka, feministka, członkini Partii Zieloni. Prowadziła transdyscyplinarne badania i wykładała na uniwersytetach w Holandii, Stanach Zjednoczonych i Indiach. Pracę akademicką łączy z zaangażowaniem w ruchy społeczne.

## Życiorys
W latach 80. była dziennikarką harcerskiego pisma „Na Przełaj” i jedną z założycielek Ruchu „Wolę Być”. W latach 90. członkini i koordynatorka Grupy Doradców ds. Gender w Banku Światowym, później koordynowała program badań nad ekologią i trwałymi podstawami do życia w DAWN, feministycznej sieci badaczek i aktywistek z Południa. Współzakładała Instytut Feministyczny w Bangalurze. Należy do Koalicji Karat.
W 2005 założyła w Polsce Fundację Imienia Tomka Byry Ekologia i Sztuka, zainicjowała Think Tank Feministyczny, była współorganizatorką seminarium „Lewica od Foucaulta: transformacja i władza” (2006–2009). W 2010 zainicjowała powstanie Lewicowej Sieci Feministycznej Rozgwiazda.
Autorka i redaktorka książek dotyczących feministycznej krytyki ekonomii, ekologii oraz związków między płcią a rozwojem gospodarczym, m.in. Women, Environment and Sustainable Development. Towards Theoretical Synthesis (London 1994), Transitions to Sustainable Consumption and Production. Theories, Concepts, Actions (Maastricht 2000), Globalization and Changes in Consumption and Production Patterns in Central and Eastern Europe (Lublana 1998). Po polsku pisze analizy transformacji publikowane na stronie Fundacji im. Tomka Byry Ekologia i Sztuka.
Charkiewicz uprawia feminizm jako krytykę społeczną nastawioną na podważanie wszelkich relacji władzy, nie tylko związanych z płcią. Krytykuje liberalny feminizm za esencjalizm i zamazywanie ekonomicznych różnic między kobietami. Adaptuje z feministycznej perspektywy  koncepcje teoretyczne Michela Foucaulta i Giorgio Agambena.